# Saunasaari (ö i Norra Karelen, Joensuu, lat 62,81, long 29,57)
Saunasaari är en ö i Finland.   Den ligger i kommunen Polvijärvi i den ekonomiska regionen  Joensuu ekonomiska region  och landskapet Norra Karelen, i den sydöstra delen av landet, 400 km nordost om huvudstaden Helsingfors. Saunasaari är förbunden med fastlandet via en vägbank. Den ligger i sjön Höytiäinen.